# La chulapona
La chulapona és una sarsuela en tres actes, amb música de Federico Moreno Torroba i llibret de Federico Romero Sarachaga i Guillermo Fernández-Shaw Iturralde. Es va estrenar en el Teatre Calderón de Madrid el 31 de març de 1934.

## Context
És considerada com una obra representativa del castissisme madrileny i pertany a la sarsuela gran. Federico Romero i Guillermo Fernández Shaw van plantejar una trama que s'allunyava dels motlles tradicionals, creant una història que respira humanitat, amb personatges psicològicament estudiats i una trama que està més a prop de la tragèdia que de la comèdia.
Pel que fa a l'apartat musical, Federico Moreno Torroba torna a mirar cap al segle xix, com va fer amb Luisa Fernanda, tret que en aquesta Chulapona va recrear més el castissisme que el historicisme de la predecessora, creant una partitura que per moments comporta un intens grau de dramatisme, gràcies a un gran llibret replet de situacions musicals i de gran qualitat literària.
A Catalunya es va estrenar el 26 d'abril de 1934 al Teatre Novedades, per la companyia de l'actor i empresari barceloní Lluís Calvo.

## Argument
L'acció transcorre en el Madrid castís, a finals del segle xix.

### Acte primer
L'acció comença en un taller de planxat, que dirigeix Manuela, una dona de gran caràcter i carisma a la qual tot el barri admira. Les noies que hi treballen s'entretenen a ballar al so de l'orguenet, a càrrec de Chalina.
Manuela arriba al taller, explicant el motiu de la seva tardança. Després apareix el Sr. Antonio, un hom de diners propietari d'un afamat cafè i que fa anys que està enamorat de Manuela, que ve per trobar-se amb la seva filla, que aviat es casarà, l'Emilia. Es queden soles Rosario i Manuela, iniciant una conversa on Manuela explica l'amor que professa al seu nuvi, José María. Rosario sent enveja d'aquests amors i intenta crear dubtes en el cor de Manuela. Arriba José María i ell i Manuela inicien una conversa amorosa, suscitant les enveges de Rosario; després, José María marxa a treballar.
Al carrer se sent una disputa entre Don Epifanio, pare de Manuela, i Venustiana, la qual li reclama diners. Manuela decideix pagar el deute, posant de garantia un bell mantó de Manila, fins que pugui pagar el deute. Quan tot això acaba, Manuela sent rebullir dins el seu cap els dubtes induïts per Rosario i marxa per anar a buscar José María. Mentrestant, aquest torna per buscar un mocador que s'havia deixat i es troba a Rosario, la qual intenta seduir-lo, i José María li respon besant-li els ulls. Manuela ho ha vist tot i decideix acomiadar Rosario i José María amb gran dolor.

### Acte segon

#### Quadre primer
L'acció comença en una placeta del barri de La Morería de Madrid. Tothom es prepara per anar als toros, inclosos Juan de Dios, que fa de cec per poder aconseguir alguns diners per entrar a la plaça. José María es troba amb el Sr. Antonio i li comenta la nova situació després de trencar amb Manuela: ara és nuvi de Rosario i va amb ella i amb la seva mare als toros. Apareix Venustiana acompanyada del braç de Chalina, el qual li fa la cort. Més tard arriba Manuela, que ve a buscar el seu mantó. En veure el grup sent un sobtat atac de ràbia i recrimina a Rosario l'ús del seu mantó de Manila, que al final aconsegueix recuperar a canvi dels diners, tot desafiant Rosario i José María.

#### Quadre segon
Han passat diversos dies, i Rosario no té notícies de José María, a qui cerca desesperadament per necessitat de parlar-hi. Més tard José María entra a un cafè, el de Naranjeros, disposat a ofegar les seves penes.

#### Quadre tercer
Dins el cafè es desenvolupa una festa, amb cançons i picades de mans. Manuela entra al cafè, amb l'excusa que porta un regal de noces per a Emilia, empleada seva, quan en realitat vol veure si troba José María. Acaba trobant el seu ex nuvi i es reconcilien.

### Acte tercer
Se celebren les noces d'Emilia als vivers de Madrid. Hi han estat convidades totes les obreres del taller i diverses persones del barri, entre elles Juan de Dios i Don Epifanio. Tot transcorre amb normalitat fins a l'aparició de Rosario, que intenta parlar amb Manuela. A soles totes dues, Rosario li explica que cerca José María per comunicar-li que està embarassada d'ell. En saber-ho, Manuela decideix trencar amb ell i l'obliga a casar-se amb Rosario, ja que no vol que el futur nadó pateixi l'absència del pare que ella mateixa va patir a la infància. Al final, Manuela, resignada i entristida, accepta casar-se amb el Sr. Antonio.

## Números musicals

### Acte primer
- Introducció, cor i masurca: "No cantes más la africana"
- Entrada i pasacaglia de Manuela: "Creí que no venia"
- Tercet de Manuela, José María i Rosario: "Se puede pasar paloma"
- Escena de la baralla: "¡Mecachis, qué voces!"
- Duet de José María i Rosario: "Ese pañuelito blanco"
- Fi de l'acte primer

### Acte segon

#### Quadre primer
- Introducció, escena i guajiras: "¡Ahí va una cosa que sé!"
- Escena i cercavila del barri: "Dejaría de ser madrileño"
- Escena i fi del quadre primer: "¿Dónde va presumiendo la sal morena?"

#### Quadre segon
- Introducció i escena: "¡Ole!"
- Nocturn i romança de José María: "Tiene razón amigo"

#### Quadre tercer
- Introducció i escena flamenca: "Si me dices que me quieres"
- Escena i fi de l'acte segon: "¡Déjeme, Sr Antonio!"

### Acte tercer
- Escena i xotís: "¡Ande, señor retratista!"
- Duo de Manuela i Rosario: "Confieso que le quise por envidia"
- Fi de l'obra

## Personatges
- Manuela, cap del taller de planxa (mezzosoprano).
- Rosario, oficiala i amiga de Manuela (soprano).
- José María, nuvi de Manuela (tenor).
- Juan de Dios, germà de Manuela (tenor còmic).
- Sr Antonio, pare d'Emilia i etern enamorat de Manuela (tenor còmic).
- Donya Venustiana, mare de Rosario i prestamista (mezzosoprano còmica).
- El Chalina, l'organer (tenor còmic).